# Ditypophis vivax
Ditypophis vivax is een slang uit de familie Pseudoxyrhophiidae.

## Naam en indeling
De wetenschappelijke naam van de soort werd voor het eerst voorgesteld door Albert Günther in 1881. Het is de enige soort uit het monotypische geslacht Ditypophis.

## Verspreiding en habitat
De soort komt voor in het Midden-Oosten en leeft endemisch in Jemen en dan alleen op het eiland Socotra van het Socotra-archipel. De habitat bestaat uit droge tropische en subtropische scrublands. Ook in door de mens aangepaste streken zoals plantages kan de slang worden aangetroffen. De soort is gevonden op een hoogte van ongeveer 10 tot 870 meter boven zeeniveau.

## Beschermingsstatus
Door de internationale natuurbeschermingsorganisatie IUCN is de beschermingsstatus 'veilig' toegewezen (Least Concern of LC).